# Јоланда Батагељ
Јоланда Батагељ (рођена Стебловник, од 2002—2007 Чеплак), 12. септембар 1976, Цеље) словеначка атлетичарка на средњим стазама. Специјалност јој је трка на 800 метара . Словеначки је спортист године 2002., 2003., 2004. (група жене). 
Живи у Велењу у северној Словенији. Удата је за Алеша Чеплака. У атлетику је ушла у 14. години трчећи кросеве. Трчала је све дисциплине од 400 до 3000 м. Прва међународна такмичења је имала у јуниорској конкуренцији, кад је на Европском првенству за јуниоре 1995. у Мађарској освојила 3. место и бронзану медаљу. Прво значајније такмичење као сениорка је било Светско првенство у атлетици у Атини 1997. године кода је у трци на 800 м освојила 4 место. На Олипијским играма у Атини 2004. освојила је бронзану медаљу. Сребрену медаљу је изгубила у „мртвој трци“ са Хасном Бенхаси из Марока, где је „пресудио“ фото-финиш. 
Менаџер јој је бивши атлетичар Аустријанац Роберт Вагнер.
Дана 26. јула 2007. објављена је вест да је Јоланда Челпак била позитивна на допинг тесту.
Након избијања скандала због допинга 2007, развела од свог супруга Алеша Чеплака. Две године касније удала се за атлетичара Андреја Багатеља. Пар живи у Цељу.

## Важнији резултати
- 2002.
  - Европско првенство у дворани - Беч, Аустрија.
    - злато 800 м 1:55,82 светски рекорд

  - Европско првенство - Минхен, Немачка.
    - злато 800 м 1:57,65

  - Светски куп - Мадрид, Шпанија.
    - бронза 800 м

  - Европски куп Б лига финале - Бањска Бистрица, Словачка.
    - злато 800 м
- 2003.
  - Европски куп финале Б лиге - Велење, Словенија.
    - злато 800 м
- 2004.
  - Летње олимпијске игре - Атина, Грчка.
    - бронза 800 м 1:56,43

  - Светско првенство у дворани - Будимпешта, Мађарска.
    - сребро 800 м 1:58,72
- 2007.
  - Европско првенство у дворани - Бирмингем, Енглеска.
    - бронза 800 м 2:00.00

## Лични рекорди
- 200 м - 27,04
- 400 м - 54,67 (2000),
- 800 м - 1:55,19 (2002) НР,
- 800 м дворана - 1:55,82 2. март 2002. СР, Беч Аустрија
- 1000 м - 2:31,66 (2002) ДР
- 1.500 м - 4:02,44 (2003) ДР
- 1500 м дворана - 4:05,44 (2002) НР Орегон САД
- миља - 4:29,58 (2006) Цеље Словенија
- 3000 м - 9:50,15 (1996)
- 3.000 м дворана - 10:00,59 (1996)
- 21 км - 1:23,55 (1997)

НР - национални рекорд;

СР - светски рекорд